# 横断歩道橋

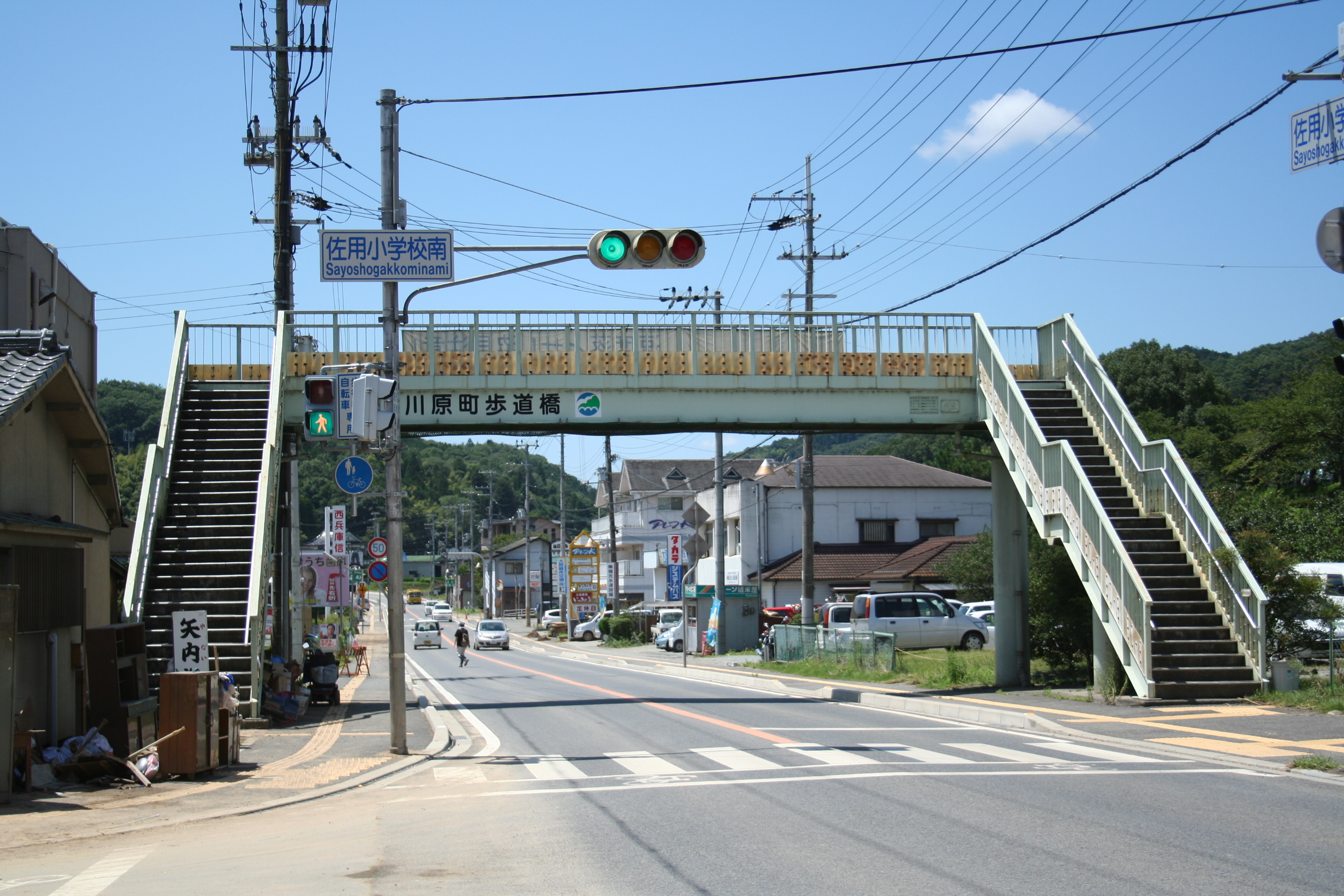
横断歩道橋（兵庫県佐用町）

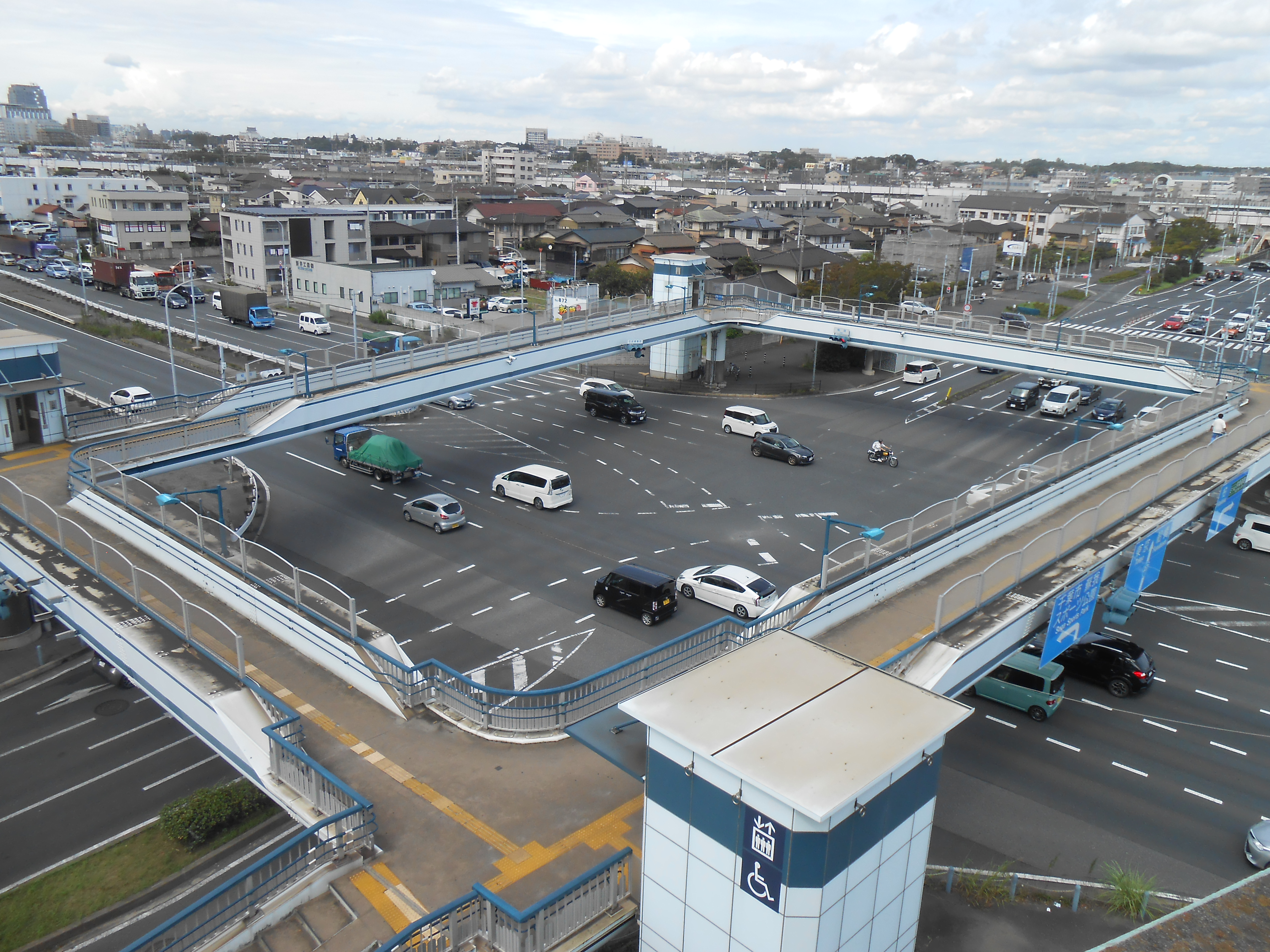
交差点を取り囲むように設置されたエレベーター付き横断歩道橋（国道357号稲荷交差点、千葉県千葉市中央区）

横断歩道橋（おうだんほどうきょう、英語: pedestrian overpass）は、人道橋の一種で、車道または鉄道を跨ぐように架けられた歩行者・自転車専用の橋である。単に歩道橋とも呼ばれることもある。横断歩道橋と地下横断歩道を合わせて「立体横断施設」と言う。

## 概要

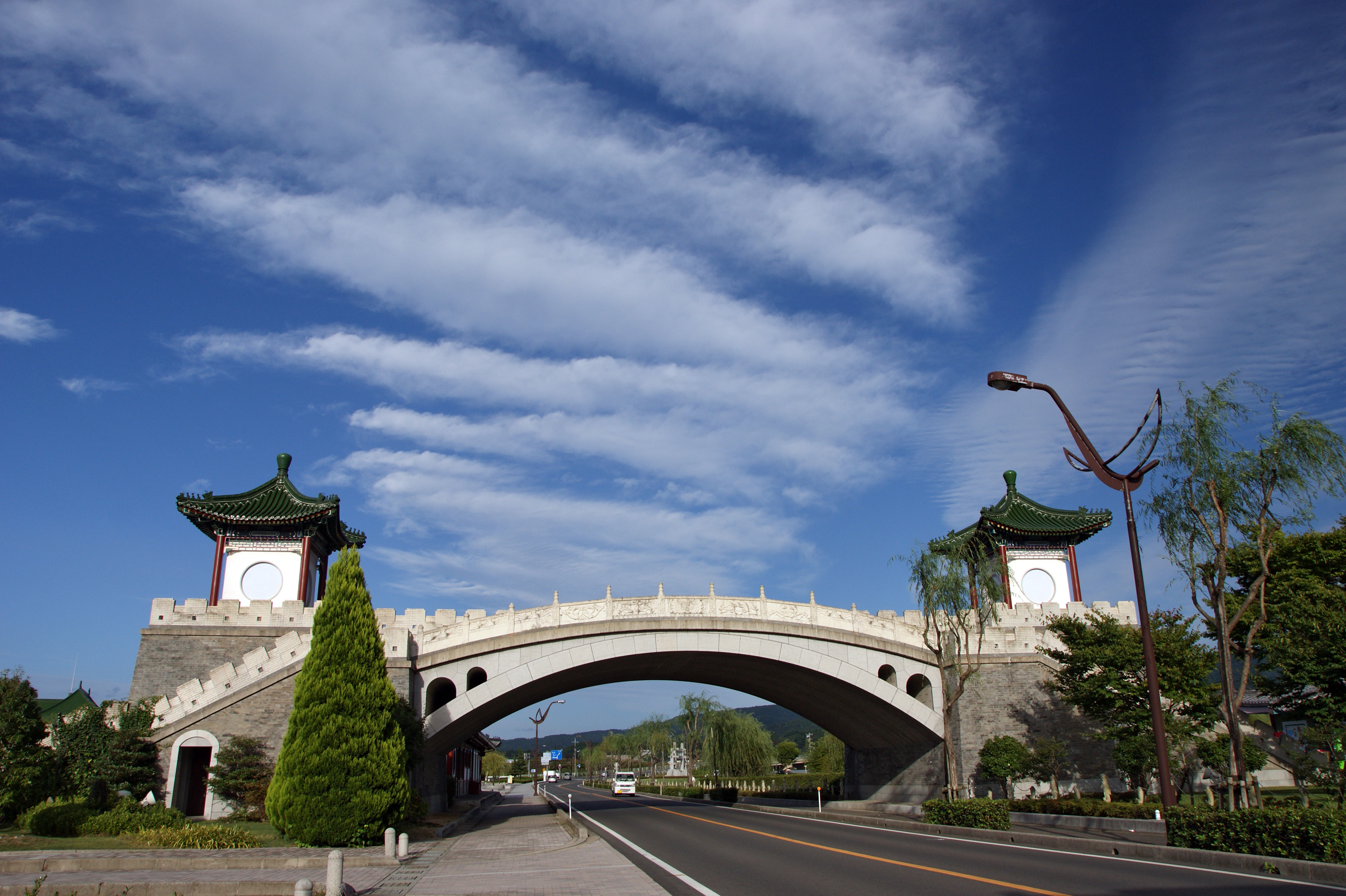
車椅子用エレベーターを装備した中国楼閣風の歩道橋（金山嶺橋）

横断歩道橋は、交通量が特に多い道路を跨いで架けられる橋で、車両と歩行者との交通事故防止の観点から必要に応じて設置される交通安全施設である。
交通量が多く幅の広い道路では、平面交差となる横断歩道を設置すればそれだけで交通事故のリスクが高まる。横断歩道橋は、歩行者と車両の動線を分離して安全を図る手段のひとつである。また、駅前に大きな交差点や幹線道路が隣接しており、付近の商業施設などとの間に上層階で連絡通路を設定できる場合、横断歩道橋と連絡通路の機能を兼ね備えたタイプのものが設置される場合もある。
景観との調和が問題となることがある。これまで道路横断橋は画一的で景観的に問題が発生することもあったが、本来、歩道橋は自動車道路橋や鉄道橋に比べて荷重が小さいためデザインなど設計の自由度が高い構造物とされる。

## 土木構造物の区分
土木構造物としての横断歩道橋は、人道橋の一種である跨道橋に分類される。人道橋は跨道橋、跨線橋、跨河川橋、その他（海上橋、側道橋、公園橋など）に分類される。跨道橋はさらに横断歩道橋、自転車等専用橋、ペデストリアンデッキ（歩行者デッキ）などに分類される。

## 欧米の歩道橋
歴史的な歩行者専用の人道橋としてはパリのセーヌ川に架けられた芸術橋（ポンデザール、Pont des Arts）などがある。
イギリスでは1850年にロンドンに歩道橋が完成した。
しかし、横断歩道橋はヨーロッパでは市街地の街並みに調和しないものと考えられており設置例は多くはない。日本が交通渋滞緩和のために参考にしたとされる1960年ローマオリンピックの横断歩道橋もあくまでも五輪期間中の仮設構造物であった。

## 日本の歩道橋

### 歩道橋の設置
日本では安全性の観点から横断歩道橋が多く設置されている。日本の歩道橋は、道路から通常470 cm以上空けて建造されている。
歩行者の利用のみを考慮した階段状の物が主であったが、幅の狭いスロープをつけて自転車を押して渡れるようにした物、スロープのみの物もある。現在設置されている横断歩道橋の大部分は交通事故が急増し始めた昭和40年代に建設されたもので、当時は通学途中の児童等の安全確保の為に重宝されたが、道路横断のための負担を通行者に多く強いるものであることから、バリアフリーの精神、交通弱者優先の精神に反する建造物であるともいえる。このため一部ではエスカレーターやエレベーターの設置も行われている。歩行者に負担を強いるため、道路をそのまま横断してしまう人の数が増えているという事例もある。なお、日本において歩道橋は道路交通法に特段定めのある道路施設ではなく、道路の横断に歩道橋の使用が義務となっているわけではない。また、歩道橋という呼称にもかかわらず、歩行者専用の道路標識（325の4）により交通規制されていない場合は、道路交通法上の歩行者専用道路には該当しない。したがって、自転車等の通行も可能である。写真の国道357号稲荷交差点のように各隅にエレベーターを設置し自転車の昇降を可能とし、歩行者のみでなく自転車による車道横断も排除した交差点も多い。
その他にも、少子高齢化によって児童の数が減少したり、学校の統廃合で横断歩道橋のある道が通学路から外れるなど、児童の交通量が減少したこと、従来技術的にできなかった信号機による細かな制御が可能となったこと、また景観を損ねることなどから、老朽化を機会に撤去する自治体も増えてきている。

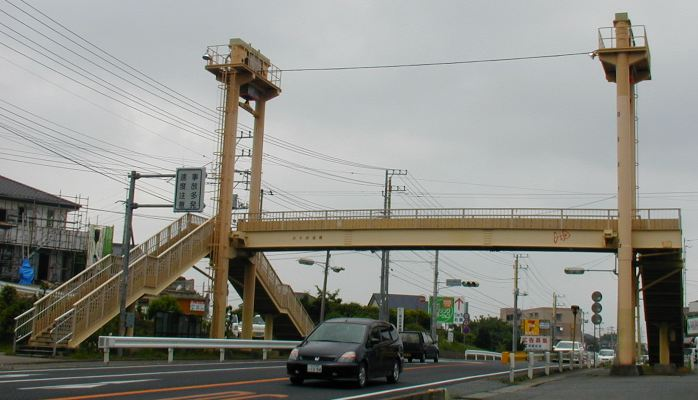
昇開式歩道橋（茨城県日立市・水木歩道橋）

茨城県日立市の国道245号にある水木歩道橋・河原子歩道橋は、同市内にある日立製作所で製造された大型の発電機などの輸送の際に障害にならないよう、昇開式可動橋となっている。なお、神奈川県川崎市川崎区の国道132号にある四谷下町歩道橋も同構造だが、既に利用する工場はなく、可動用の設備は撤去されている。
道路法上は、「道路の付属物」として道路の一部という扱いになっており、横断される側の道路の管理者が建設・管理を行う。横断デッキ上に構造物が設置され、周辺施設と一体化している六本木ヒルズ正面の66プラザは例外的な存在である。
地域的に、自動車交通量が多い大都市やその周辺地域に多く設置されていて、都道府県別では東京都、愛知県、神奈川県、埼玉県、大阪府、兵庫県と三大都市圏が設置数の上位を占める。
同様の趣旨で作られたものとして地下横断歩道（地下道）がある。特に日本海側の雪国では路面のすべり防止や吹雪対策のために歩道橋に代えて横断地下道の設置が検討されることがある。実際に、新潟県、富山県、石川県、福井県の4県に設置されている地下横断歩道の合計数は、同県の歩道橋の設置数よりも多く、2.6倍以上にあたる530カ所以上の地下横断歩道が設けられている。
静岡県榛原郡吉田町には、「歩道橋型の津波避難タワー」2基（道路上では全国初のもの）がある。平時は一般的な横断歩道橋として活用される。
歩道橋には柵が設けられているが、埼玉県行田市の行田市諏訪町歩道橋（忍城跡、諏訪神社、行田市役所付近）で、柵の隙間を抜けたことが原因とみられる1歳女児の転落事故が発生したことがある。

### 歩道橋の歴史
日本では昭和30年代の高度経済成長期においてモータリゼーションが進展し、自動車の保有台数が急増した。これに伴い交通事故による死者数が1万人を超え、「交通戦争」と呼ばれる状況に陥り、なおも死者数は増加する傾向にあった。交通弱者である歩行者を事故から守るために、歩行者と自動車の各々の交通を分離（歩車分離）出来る歩道橋が設置されるようになった。

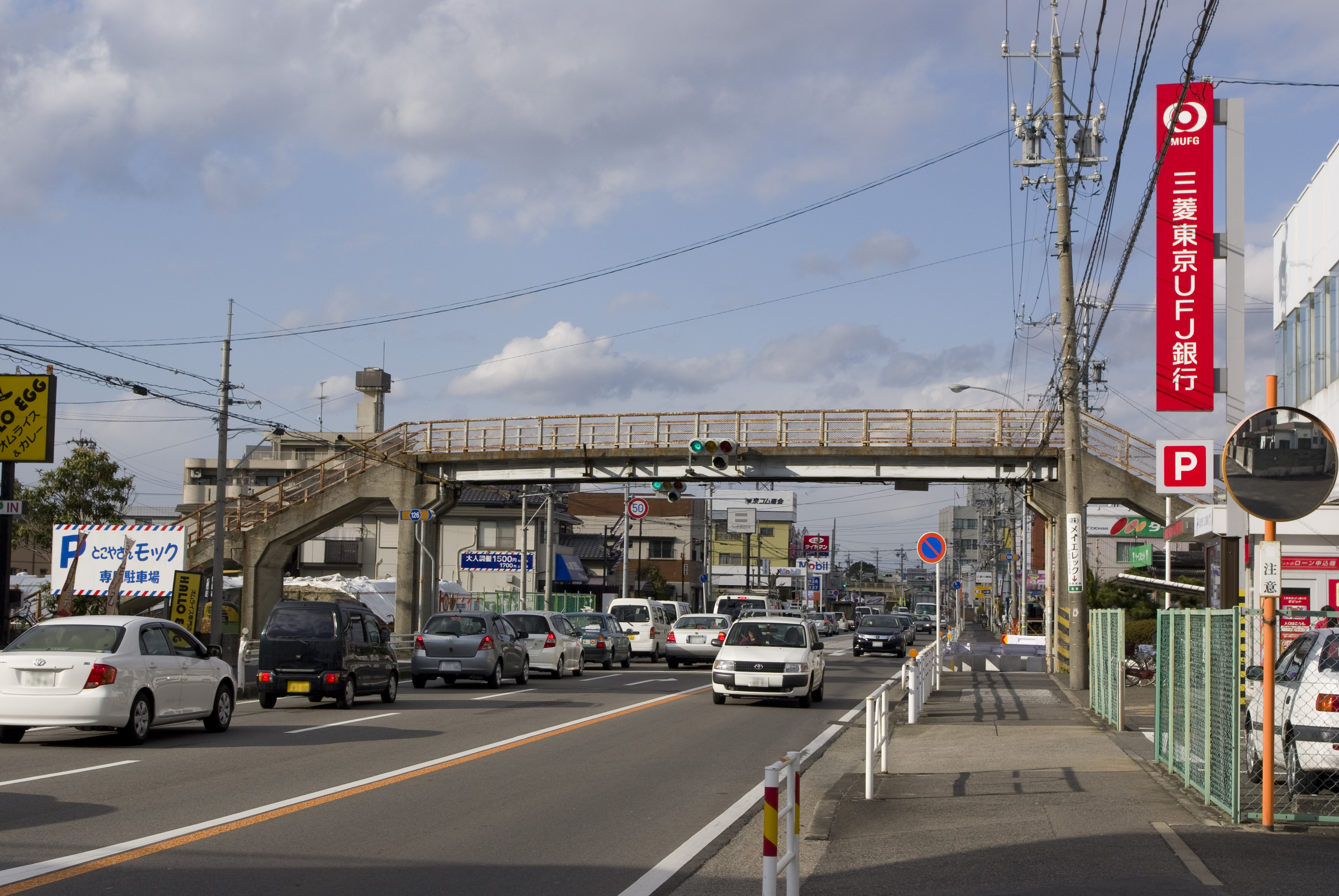
日本初の歩道橋（愛知県。西枇杷島町横断歩道橋）

1959年（昭和34年）6月27日、愛知県西春日井郡西枇杷島町（現：清須市）に日本で初めての歩道橋「学童専用陸橋」（西枇杷島町横断歩道橋）が設置された。名古屋市に隣接する西枇杷島町は、当時全国有数の交通量があった国道22号（現：県道名古屋祖父江線）が町の中心を貫いており、交通事故が毎日のように発生し、近隣の小学校と中学校への通学児童・生徒も自動車にはねられる事故に遭うことが少なくなかった。その対策として考案された、全国初の横断歩道橋が総工費320万円をかけて建設される運びとなった。当時は歩道橋という用語はなく「学童専用陸橋」と名付けられ、鉄筋コンクリート製の横断歩道橋が完成した時には町長をはじめ、全町民をあげて渡り初め式（学童専用陸橋竣功式）も執り行われた。この西枇杷島町横断歩道橋は、竣工から50年が経過した2010年（平成22年）4月10日に、道路拡張と老朽化のため、市民ら1000人以上が参加して渡り納め式が催されたのちに取り壊された。
ただし、大和ハウス工業が建設して大阪市に寄贈した大阪駅前の歩道橋が日本初と見なされたことから、同歩道橋が完成した1963年（昭和38年）4月25日に因んで4月25日が「歩道橋の日」とされている。
日本に横断歩道橋が登場した当時、自動車を優先した人間軽視の施設だとして苦情も続出したと言われる。日本初の横断歩道橋・西枇杷島町横断歩道橋は、「交通戦争」と呼ばれた時代の中で、交通安全施設としての絶大な効果が評価されて、1962年（昭和37年）頃から隣接する岐阜県の岐阜市や、そのほかの各大都市でも歩道橋の建設が始まるに至った。
東京都では、東京オリンピックを1964年（昭和39年）に開催することが決まった1959年（昭和34年）、学童擁護員（緑のおばさん）を導入して子供たちの交通事故を防ごうとした。しかし、より安全な歩道橋を導入することになり、東京オリンピックの約1年前にあたる1963年（昭和38年）9月10日、五反田駅前に都内初の歩道橋が設置された。また、西枇杷島町横断歩道橋が出現する3年前の1956年（昭和31年）に、渋谷駅前に全長95 m、幅8 mの道路上をまたぐ歩廊が完成しているが、駅舎から商業ビルとその近くの道までを連絡することを目的として民間企業が建設したものであることから、日本の横断歩道橋第1号とは見なされていない。
1960年代半ばから1970年代にかけての「大量架橋時代」には、自動車を優先する思想への批判や、日照権侵害などを理由とする反対運動、住民訴訟もあった。このため上部中央に広場やベンチを設けた蓮根歩道橋（東京都板橋区）のように、通行者の利便性や景観に配慮した歩道橋も一部に造られた。
横断歩道橋は交通事故防止のために大きく貢献してきたが、身体障害者や高齢者に対して不自由なものであったことからバリアフリー化が叫ばれるようになった。1993年（平成5年）、日本で最初のエレベータ付き横断歩道橋が神奈川県川崎市の国道15号（第一京浜）と市役所通りの交差点で誕生した。58 mと55 mの2本の歩道が中央で交差するスクランブル方式でエレベータを4基備えた横断歩道橋は「ハローブリッジ」と名付けられ、幅員7 mとゆとりあるものである。エレベータ付き歩道橋は大都市を中心に普及していった。
横断歩道橋の総数は、国と地方自治体の設置分を合わせると2012年時点で1万1699橋だが、エスカレーターやエレベーターがない歩道橋は横断歩道に比べて昇り降りの負担が大きい。21世紀日本は高齢化社会に至ったこともあり、老朽化した歩道橋を撤去して更新しない大量撤去時代に移っている。東京都だけで2018年までの20年間で100橋を撤去した。